# Centauri
Centauri (1970/1972?) álnéven publikáló magyar író. Sokáig egy ismert szerzőt sejtettek a név mögött, 2016-ban viszont a Petőfi Irodalmi Múzeumban a közönség elé állt. Korábban fellépett Lengyelországban, 2015 májusában pedig az észt nemzetközi könyvfesztivál vendége volt.
Centauri 2006 óta van jelen az irodalmi életben. Már első novelláival hangsúlyosan jelent meg a szakmai köztudatban, regényei és extrém túrái növelték ismertségét, inkognitóját azonban továbbra is megőrizte. Különutas szerző, aki mind az irodalomról alkotott felfogásában, mind a nyilvánosságban elfoglalt helyét tekintve szakít a szokványos írói szerepekkel. Markáns társadalomkritikáját elsősorban a természet-ember viszony újrafogalmazásán keresztül fejti ki. Fotóival rendszeresen találkozhatunk folyóiratokban, honlapján és közösségi oldalain, kiállításokon, néha más kortárs szerzők (pl. Parti Nagy Lajos) könyvborítóin is. Első kötetét a Liget adta ki, későbbi könyvei a Magvető Könyvkiadó gondozásában jelentek meg.

## Álneve
Névválasztása éppúgy utal a Földhöz legközelebbi csillagra (Alfa Centauri), mint a Kentaurok állat+ember kettősségére. Névhasználatáról gyakran kérdezik interjúkban is, ezek egyikében így nyilatkozott erről: „A Centauri név választása egyúttal léptékválasztás is. (…) Mindig is irigyeltem, hogy az indián fiúk önerőből találtak, harcoltak ki maguknak nevet a törzsben, a vadonban. Ez sokkal igazabb és valódibb, mint örökölni. (…) Bizonyos kutatások szerint a név jelentősen befolyásolja a név viselőjének sorsát. (…) Az én alkatom nehezen tűri a determináló tényezőket, bármit, ami a szabadságot, méltóságot, önazonosságot kockára teszi. Lakonikusan úgy fogalmaznék: inkább én határozzam meg a nevem, mintsem a név határozzon meg engem.”

## Életpályája
Polgári neve, pontos életkora, lakhelye ismeretlen. Utolsó regényének, a Jákob botjának megjelenése, azaz 2016 óta a korábbiaknál többet oszt meg magánéletéről. Születésére vonatkozóan ellentmondásos adatokat találni: leggyakrabban 1972 szerepel, de „privát” közösségi oldala 1970. november 1-ét ad meg. Interjúkban és közösségi oldalán gyakran és – álnevességéhez képest (vagy éppen azért?) – meglepő nyíltsággal beszél magánéletéről, főként gyermekkoráról.
„Legszebb emlékeim” című életrajzi blogja szerint anyja orvos volt, apja kertészmérnök (aki jellemében Jack London apját idézi). Gyermekkorában kis híján amputálták a jobb lábát, ami csak anyjának köszönhetően maradt meg. Ennek ellenére anyjáról sötét képet fest ("Anyám helyett apám"), ami összefügghet regényeinek démonikus anyafiguráival is – míg apjáról tisztelettel beszél. Beszámolói alapján apja a naivitásig jóindulatú férfi lehetett: ennek az apaképnek nyomaira is rábukkanhatunk mindkét regényében. Varsói fellépését is apja emléke miatt vállalta el. A családi viszonyokra vezethető vissza Centauri természetimádata is: („Voltaképp anyám száműzött az erdőbe”).
Gyakran beszél tanárairól, akik döntő hatással voltak rá. Számos konkrét töredéket oszt meg életrajzából, első szerelme például egy púpos lány volt („Amikor még láttam”), de egy egységes életút nem bontakozik ki ezekből a részletekből. Bár a kritika ismételten kiemeli, hogy Centauri „kimeríthetetlennek tűnő fantáziájából a legeszementebb ötletekből képes frappáns szöveget, izgalmas történetet kanyarintani”, nem ok nélkül feltételezhető, hogy életművének egy jelentős hányada életrajzi ihletettségű: a Kelet Kávézóban tartott közönségtalálkozón pl. Centauri azt állította, hogy életrajzi motívum Jégvágó című regényében, amikor a főszereplő anyja elégeti férjének verseit. Máskor úgy nyilatkozott: az álnévvel kevésbé önmagát, mint inkább környezetét védi. Ez alapján is valószínűsíthető, hogy műveiben gyakran ír valós személyekről, valós eseményekről.

## Magánélete
Facebook-oldalain napi szinten osztja meg a magánéletével kapcsolatos információkat, itt az arcán kívül szinte mindent látni. A közöltekből a következő kép rajzolódik ki: Magyarországon, a Dunántúlon él, 11 hektáros farmján számos állattal osztozik. Otthonáról, birtokáról, állatairól rendszeresen posztol fotókat, videókat is. Vonzódik a madárvilághoz, amit jól ismer. (Ebből a szempontból rokonságot mutat egy kortárs amerikai íróval, Jonathan Franzennel.) Birtoka a vadon élő állatok paradicsoma is, patakok határolják, melyeket 23 forrás táplál. Kolozsvári estjének tanúsága szerint élete egy szakaszában kutató volt, és ebben a minőségben publikált is.
Mindennapjait az írás és a farmon végzett munka határozza meg. Szeret, és feltehetően tud is főzni: az észt könyvfesztiválon kétfogásos vacsorával vendégelte meg olvasóit. Rajong a borokért, tekintélyes borgyűjtemény tulajdonosa, és időnként borokról is ír. 2016-tól néha az irodalmi élet képviselőit is vendégül látja otthonában.

## Média
Centauri gyakran használja a megszokottól eltérően a médiát. Honlapja az egyik leginformatívabb magyar szerzői homepage, Facebook-oldalai pedig szokatlanul személyesek, rajtuk folyamatos és közvetlen kapcsolatban áll olvasóival. Ezen felül saját Youtube-csatornával és Instagram-oldallal is rendelkezik.
Az író egész életében sokat vándorolt: több helyen is említi, hogy 33 éves koráig annyit gyalogolt, mintha kétszer megkerülte volna a Földet. 2016 januárjában Jack London emlékére „világgá ment”: 5000 forintból egy hónapig volt úton, 2000 kilométert vándorolt az országban olvasói irányításával, akik szavazással határozták meg, merre menjen. A túrát több százezren követték. Centauri „ezzel az akcióval valami olyanra használta a közösségi médiát, amire valószínűleg Mark Zuckerberg álmaiban sem gondolt volna”.
Második hosszú útján, a Zafír-túrán aranyat és zafírt mosott extrém körülmények között, és ha lehetősége volt rá, minderről posztolt is. Csak azt ette, amit az erdőben talált. Végül 14 nap alatt találta meg a zafírt (és aranyat), mialatt 7 kilót fogyott. Bár a Zafír-túrát kevésbé népszerűsítette, feltételezhető, hogy mindkét útjával írói munkásságát igyekezett minél szélesebb körben megismertetni. Bár Centauri egyértelműen szépirodalmi szerző, mégis mind a Jack London-, mind a Zafír-túra átütötte a bulvársajtó ingerküszöbét is.

## Munkássága, fogadtatása
Az írót már második kötete, a Kék angyal megjelenése után a hazai irodalmi hagyományokon kívül eső szerzőnek tartották: „…mintha Centauri a semmiből, előzmények nélkül bukkant volna föl.” Csak részben tudták besorolni valamely irodalmi irányzatba (például a Mágikus realizmusba), legtöbben inkább írói világának rendkívül egyedi színességét és lendületességét emelték ki. Egyesek szerint nem egyszerűen az itthoni áramlatokon kívüli szerző, nem csupán arról van szó, hogy „írásainak élményvilága egész egyszerűen nem azonos a mai magyar irodalom élményvilágával”, hanem még „kontinentálisnak” (szárazföldi európainak) sem igazán mondható: sokkal inkább az „atlanti” (angolszász, skandináv) írókkal mutat rokonságot. Mindezt legutóbbi könyvei, két nagyregénye – nemcsak helyszíneiben, hanem témaválasztásában, stílusában is – igazolni látszik: „Ha angol név állna szerzőként a címlapon, simán elhinném, hogy egy ragyogó amerikai regény briliáns fordítását olvasom”.
Jellemző rá, hogy nem egy könnyen felismerhető brand felépítésére törekszik – minden kötetével új utat nyit, bár írásai mindig félreismerhetetlenül „centaurisak”. Első könyvét (Pátosz a káoszban) még barokkos hév jellemzi, a kötet darabjai gyakran mozognak a novella, esszé és kiáltvány határmezsgyéin. A Kék angyal jóval letisztultabb, „iszonyú erős” „tudatmódosító” novelláira inkább egyfajta „elektromosság” és „mágia” a jellemző.
Első regényével, a Jégvágóval a magyar ellen-Zabhegyezőt írja meg, „ötven év késéssel megteremt egy, a magyar irodalomból ez idáig hiányzó beszédmódot”. A szlenget és argót mondhatni egyedülálló módon emelte be a mai magyar irodalomba: „Nem találkoztam még kortárs magyar regénnyel, amely a mindennapokban beszélt nyelvi készletünket ilyen kreatívan és gazdagon, mégis ennyire összetett módon alkalmazta volna.” Ami már a Kék angyalt is jellemezte, az a Jégvágóra fokozottan igaz: ” A végeredmény egy különleges, letehetetlenül izgalmas regény, az év egyik különleges meglepetése.” A Jégvágó megjelenése óta nem tartják Centaurit a mágikus realizmus képviselőjének.
A Jákob botja ezek után ismét meglepetést hozott. Bár szegről-végről a Jégvágó „testvérregénye”, amennyiben cselekményében, alakjaiban annak részleges folytatásának-előzményének is tekinthető, ám megformáltságában és nyelvezetében is elmozdul a kalandregény, a családregény, a fejlődésregény irányába, irányaiba. „Széles epizódokból álló, nagyszabású, sűrű anyagú pikareszk, amely egyszerre állít emléket az amerikai XIX. század utolsó évtizedének, és egyszerre hozza játékba mindazt a tudást, ami Herman Melville felfedezésétől Salinger főművéig az amerikai irodalomban egy évszázad alatt leforgott. (…) A Jákob botja a kortárs magyar prózának (…) hasonlíthatatlan darabja, mely egyetlen regény erejéig képes visszahozni ifjúkori olvasmányélményeink, úgy hihettük, talán már örökre hátrahagyott izgalmát.” Ugyanakkor Centauri – bár a Jákob botja valamivel lassabb folyású és lineárisabb, mint a Jégvágó – ebben a második regényében is megőrzi az olvasót involváló lendületét: „…pár perc múlva a könyv ép ésszel fel nem fogható, démonikus erővel bekebelezett. Körbevett, bekerített, lekötözött. Etette-itatta magát, hol szelíden, hol a legvadabb erőszakkal.”
Mindkét regény élénk, pozitív kritikát kapott. Az interpretációkban Centaurit elvétve tekintik a posztmodern egyik betetőzőjének is, ő azonban nemcsak regényeivel, hanem nyilatkozataival is szembe megy ezzel az irányzattal: „Persze a posztmodern még mindig kap virágot, de már nem az öltözőjébe, hanem a ravatalára.” A szövegirodalommal való szembenállása jegyében ismételten beszél a történet, a sztori, a mesélés fontosságáról is: „A sokáig szinte általános történetellenesség épp olyan tévedés volt, mint annak idején Nobel-díjat adni a lobotómia „feltalálójának". Regényei valóban jól olvasható, lendületes, nagyívű történetek, melyek poétikai összetettségük ellenére sem nélkülözik a jól megfogalmazható üzeneteket: „Centauri megírta a küzdés diadalának optimista nagykönyvét.” Míg a Jégvágó egy mai fiatalember vergődéséből mutat kiutat, a Jákob botja – Jack London ifjúkorán keresztül – egy századfordulós fiatalember küzdelmét meséli el a jobblétért és szabadságért. Centauri egyszer összegző, szintetizáló írónak tűnik, máskor pedig olyannak, aki valami ismeretlent hoz a kortárs irodalomba – műveiben, „A Jégvágó szavaival élve a magyar prózában „valami zsírúj történik”.

## Centauri oldalai
- Honlap: http://centauriweb.hu/
- Facebook – szerzői oldal: https://www.facebook.com/centauriweb/
- Facebook – „privát” oldal („Centauri Pennatus” néven): https://hu-hu.facebook.com/people/Centauri-Pennatus/100009183109415%5B%5D
- Instagram: https://www.instagram.com/centaurithewriter/
- Youtube-csatorna: https://www.youtube.com/channel/UCbFCuxQWMn6JqfA_TS43Qsw

## Fontosabb interjúi
- Az a bizonyos csehovi puska (Új Könyvpiac): http://www.ujkonyvpiac.hu/index.php/cikkek/item/430-cen-inter Archiválva 2018. szeptember 1-i dátummal a Wayback Machine-ben
- Az irodalom karanténban, a történetet iparosították (Irodalmi Jelen): https://www.irodalmijelen.hu/2014-feb-25-0936/az-irodalom-karantenban-tortenetet-iparositottak
- Centauri, a titokzatos író (168 óra): http://centauriweb.hu/interjuk/168-ora-szekely-ilona/
- Centauri a titokzatos író (Veol.hu): https://www.veol.hu/hetvege/egy-titokzatos-iro-1546847/ Archiválva 2021. május 8-i dátummal a Wayback Machine-ben
- A magyar Jack London (Líra Könyvklub): http://centauriweb.hu/interjuk/magyar-jack-london-lira-konyvklub-jakob-botja-2016/
- Visszavenni a szabadságot (Könyves Blog): http://centauriweb.hu/interjuk/2016-visszavenni-szabadsagot-konyveblog/

## Kötetei
- Pátosz a káoszban; Liget Műhely Alapítvány, Budapest, 2007 (Liget könyvek)
- Kék angyal, Magvető, Budapest, 2008
- Jégvágó, Magvető, Budapest, 2013
- Jákob botja, Magvető, Budapest, 2016

## Magyar nyelvű publikációi
- Gerbeaud a Golgotán (Liget, 2006.03.)
- Flaubert és a divat I. (2000, 2006.03.)
- Flaubert és a divat II. (2000, 2006.04.)
- Leviatánia (Liget, 2006.04.)
- Erős északi szél (Műhely, 2006.06.)
- Massa Confusa I. (Liget, 2006.06.)
- Massa Confusa II. (Liget, 2006.07.)
- Az europaeus és tsai. (Liget, 2006.08.)
- Pokolbéli lábbeli (Liget, 2006.09.)
- Rowland Hill Klub (Liget, 2006.10.)
- Ellenéden az ellenfényben (Liget, 2006.11.)
- A magány és a misztérium gomolygása (Liget, 2006.12.)
- Trolibusz és Brossgida (2000, 2007.01.)
- Philemon Baucisnak (Liget, 2007.02.)
- Fotók (Liget, 2007.02.)
- A Gomba-Buddha (Kalligram, 2007.02.)
- Pátosz a káoszban (Liget, 2007.03.)
- Norma Lea zónatitka (Árgus, 2007.03.)
- A Bróm-robbanás (Liget, 2007.04.)
- A Moderátor (Liget, 2007.05.)
- Morgen és Norman (Holmi, 2007.05.)
- Galamb-akrobaták (Liget, 2007.06.)
- PÁTOSZ A KÁOSZBAN (Liget, 2007.)
- Flaubert és a divat (Körkép 2007., Magvető)
- Az Ellingwood-dilemma (Liget, 2007.07.)
- A Moderátor (részlet) (Litera, 2007.07.)
- Rowland Hill Klub (részlet) (Litera, 2007.07.)
- Henry Lawson esete (Műhely, 2007.08.)
- Teventej (Liget, 2007.09.)
- Masson és az ujj (Kalligram, 2007.09.)
- Masson és tsai. (Kalligram, 2007.09.)
- Október végi férfi (Liget, 2007.10.)
- Kék Angyal (Holmi, 2007.10.)
- Kút a Nap alatt (Kalligram, 2008.01.)
- Baucis Philemonnak (Liget, 2008.02.)
- Művészhelyzet (Műút, 2008.02.)
- A Téma titka (Liget, 2008.03.)
- Úszó sziget (2000, 2008.03.)
- Proszektúra (Liget, 2008.04.)
- Chumpelik és Luna (Műhely, 2008.04.)
- Accipiter sapiens (Holmi, 2008.04.)
- KÉK ANGYAL (Magvető, 2008.)
- A repülés művészete (Liget, 2008.05.)
- Massa & Nessi (Litera, 2008.05.)
- Online kapcsolatok (Litera, 2008.05.)
- Szertelen Szerda (Litera, 2008.05.)
- Tányérszéli szavak (Litera, 2008.05.)
- Pénztrapéz (Litera, 2008.05.)
- Kaszálás és kószálás (Litera, 2008.05.)
- Fészkelődő gondolat (Litera, 2008.05.)
- Kút a Nap alatt (részlet) (Litera, 2008.05.)
- Ámorszérum (Litera, 2008.05.)
- Széljegyzet (Új Forrás, 2008.06.)
- Sarkvidéki köd (Liget, 2008.06.)
- Bátraké a szerencse (Szitakötő, 2008/2 nyár)
- Hosszú dal (Műút, 2008.08.)
- A repülés művészete (Szépirodalmi Figyelő, 2008.08.)
- Gaia és Maya (Liget, 2008.08.)
- Téli expiálás (Kalligram, 2008.09.)
- Őre repülése (Liget, 2008.09.)
- A 33-as csontja (Csillagszálló, 2008.10.)
- Lagúna (Liget, 2008.11.)
- Fordulat (Liget, 2008.11.)
- Beszélő madarak (Szitakötő, 2008/4 ősz)
- Viharlámpa (Liget, 2008.12.)
- Körgyűrű (Új Forrás, 2008.12.)
- Apám és az Ophir (Liget, 2009.01.)
- Refi a Trafóban (Litera, 2009.01.)
- Hovatovább (Beszélő, 2009.01.)
- Szentfejsze (Líra, 2009.01.)
- Fotók (Beszélő, 2009.01.)
- Kőrisbogárpor (Liget, 2009.02.)
- Ármány és álca (Szitakötő, 2009/1.)
- Adam & Giannina (Beszélő, 2009.02.)
- Fotók (Beszélő, 2009.02.)
- Égi testek (Liget, 2009.03.)
- 365 (Beszélő, 2009.03.)
- Utazás a nagyvárosba (Liget, 2009.04.)
- Vészfék (Beszélő, 2009.04.)
- Hó és hálózsák (Szitakötő, 2009.04.)
- Fotó (Beszélő, 2009.04.)
- Önös céltalanság (Liget, 2009.05.)
- Vagány magány (Liget, 2009.05.)
- Orgonika I. (Beszélő, 2009.05.)
- Fotók (Liget, 2009.05.)
- Orgonika II. (Beszélő, 2009.06.)
- Fotók (Beszélő, 2009.06.)
- Szirénének (Liget, 2009.06.)
- Péntek naplója (Beszélő, 2009.07-08.)
- Delhi adományai (Litera, 2009.08.)
- Fotó (Beszélő, 2009.07-08.)
- Zambuk (Beszélő, 2009.09.)
- A Föld árvái (Csillagszálló, 2009.09.)
- Szeptember 12. (Liget, 2009.09.)
- Hullócsillag (Beszélő, 2009.10.)
- Az ötlet halmazállapota (Liget, 2009.10.)
- Ophir (Élet és irodalom, 2009.11.20.)
- Paraleia (Csillagszálló, 2009.11.)
- Herr Donau (Beszélő, 2009.11-12.)
- A Rudolf-naplók (Papiruszportál, 2009.12.)
- Rondó I. (Beszélő, 2010.01.)
- Gigászi karsztalakzat (Kalligram, 2010.02.)
- Rondó II. (Beszélő, 2010.02-03.)
- Tintavér (Liget, 2010.03.)
- Eclipse (Liget, 2010.03.)
- Ophir (Körkép, 2010, Magvető)
- Voltaképp (Élet és irodalom, 2010.06.18.)
- A nevető harmadik (Liget, 2010.07.)
- Rondó/III. (Beszélő, 2010.07-08.)
- Kegyetlen Werner (Litera, 2010.08.)
- Skylark (Liget, 2010.08.)
- Kunó és a kanárik (Csillagszálló, 2010.09.)
- Okapi (Csillagszálló, 2010.09.)
- A tizenharmadik lépcsőfok (Látó, 2010.10.)
- Fürjtojások (Látó, 2010.10.)
- Fekete vagy fehér (Látó, 2010.10.)
- Toronyugrás (Liget, 2010.11.)
- Spíler Kázmér (Élet és irodalom, 2010.11.26.)
- A kanári-próba (Élet és irodalom, 2010.11.26.)
- Semmiség (Élet és irodalom, 2010.11.26.)
- Rondó/IV. (Beszélő, 2010.09-12.)
- Nyiss éttermet! (Szitakötő, 2010.12.)
- Az utolsó óra (Liget, 2011.02.)
- Jack/I. (Liget, 2011.02.)
- Bátraké a szerencse (Szitakötő, 2011.04.)
- Fotók (Beszélő, 2011.04.)
- Jack/II. (Liget, 2011.05.)
- Az élet vize (Szitakötő, 2011.08.)
- Jack (Körkép 2012., Magvető)
- Angelica (Jégvágó)(Nappali Menedékhely, 2013.03.)
- Jégvágó (részlet)(Alföld, 2013.06.)
- Jégvágó (részlet)(Csillagszálló, 2013.06.)
- JÉGVÁGÓ (Magvető, 2013.)
- Jeff bácsi (Élet és irodalom, 2013.11.22.)
- Repülj Karel, repülj! (Csillagszálló, 2013.12.)
- Fotók (Csillagszálló, 2013.12.)
- September 1 (Irodalmi Jelen, 2014.09.27.
- Flora Wellman (Élet és irodalom, 2015.03.27.)
- Egy gésa jó tanácsa (Irodalmi Jelen, 2015.05.26.)
- Kaev paikese all (Tartu, 2016.05.)
- Jákob botja (Vár Ucca, 2015/4)
- Jack és Potti (2000/8., 2015.08.)
- Jákob botja (részlet)(Látó, 2015.12.)
- JÁKOB BOTJA (Magvető Kiadó, 2016.)
- Pulykaméreg (Népszabadság, 2016.03.06.)
- Jákob botja (részlet)(Szeretlek Mo., 2016.03.06.)
- Jákob botja (részlet) (Librarius, 2016.03.06.)
- Jákob botja (részlet)(Litera, 2016.03.09.)
- Szerelemkengyel (Gittegylet, 2016.03.26.)
- Út „Kínába” (Drót, 2016.03.26.)
- Rudolf Portestein tévelygése (Népszabadság, 2016.04.03.)
- Rudolf és a néphit (Népszabadság, 2016.04.30.)
- Jákob botja (részlet) (Nappali Menedékhely, 2016.05.)
- Pulykaméreg (Népszabadság, 2016.03.06.)
- Az első moira – Anna (Népszabadság, 2016.06.26.)
- A meccs hőse (Litera, 2016.06.27.)
- Rekviem egy ifjú íróért (Élet és irodalom, 2016.07.08.)
- Ne szaglászd az asszonyt! (Népszabadság, 2016.07.24.)
- Erotika és politika (Népszabadság, 2016.08.21.)
- Mi történik, ha unatkozol? (Szitakötő, 2016.09.)
- Kettős mérce (Népszabadság, 2016.09.)
- Védd magad (Szitakötő, 2016.12.)

## Idegen nyelvű megjelenései
- Morgan and Norman (ford. Tim Wilkinson): Hungarian Quarterly, 2009
- Casimir Spieler (ford. Tim Wilkinson): Uncharted Places, 2010
- The Canary Test (ford. Tim Wilkinson): Uncharted Places, 2010
- Trifling Matter (ford. Tim Wilkinson): Uncharted Places, 2010.
- Studnia pod sloncem (ford. Ewa Ambroziewicz): Literatura na świecie, Varsó)
- Plywajaca wyspa (ford. Ewa Ambroziewicz): Literatura na świecie, Varsó
- Well under the Sun (ford. Tim Wilkinson): Common Knowledge, 2013, USA

## Fotókiállításai
- A bomlás madarai – 2009.07., IF kávézó, Budapest
- Homo labilis – 2009.10., Nyitott Műhely, Budapest
- Homo labilis – 2010.03., Kulturális Központ, Eger
- Perpillanatok – 2013.11.10., Völgyközpont, Eger
- Élet a jégen – 2014.02.11., IF kávézó, Budapest
- Homo labilis – 2016.05., Tartu, Észtország

## Film írásából
Kút a Nap alatt című novellájából kisfilm készült. Trailer: https://www.youtube.com/watch?v=V3cSvIWim84